# 松本和彦
松本 和彦（まつもと・かずひこ、1964年 - ）は、日本の法学者。専門は、憲法（基本的人権）・環境法。学位は、博士（法学）（大阪大学・論文博士・1996年）。大阪大学大学院法学研究科教授を経て、大阪大学大学院高等司法研究科教授。

## 来歴・人物
大阪府出身。現在は法科大学院において、法曹を志す在学生に向けて高度な法理論を教授する。また、主として基本権保障及び環境保護に関する研究を行っている。かつて2004年4月1日、第159回国会における衆議院憲法審査会の第3回基本的人権の保障に関する調査小委員会（公共の福祉）に参考人として出席し「表現の自由・学問の自由と公共の福祉――相互調整の原理」と題して意見を述べたことがある。

## 略歴
- 1988年（昭和63年）3月 - 大阪大学法学部卒業
- 1990年（平成02年）3月 - 大阪大学大学院法学研究科博士前期課程公法学専攻修了
- 1994年（平成06年）
  - 9月 - 大阪大学大学院法学研究科博士後期課程単位取得満期退学
  - 10月 - 大阪大学法学部助手
- 1996年（平成08年）
  - 3月 - 大阪大学より博士（法学）の学位を取得[4]。
  - 4月 - 大阪学院大学法学部講師
- 1998年（平成10年）4月 - 大阪大学法学部助教授
- 2000年（平成12年）7月 - ベルリン・フンボルト大学客員研究員 (2002年3月まで)
- 2003年（平成15年）4月 - 大阪大学大学院法学研究科教授
- 2004年（平成16年）4月 - 大阪大学大学院高等司法研究科教授[5]
- 2009年（平成21年）10月- ベルリン自由大学客員教授 (2010年3月まで)

## 主要著書
- 『基本権保障の憲法理論』(大阪大学出版会、2001年)
- 『法治国家の展開と現代的構成』(共編、法律文化社、2007年)
- 『事例問題から考える憲法』（有斐閣〈法学教室Library〉、2018年）
- 『憲法Ⅰ　基本権』（共著、日本評論社、2016年/第2版2020年）
- 『憲法Ⅱ　総論・統治』（共著、日本評論社、2020年）

## 論文
- 松本和彦「防禦権としての基本権の意義と可能性――ドイツ基本権解釈学における一局面」『阪大法学』第159号、大阪大学大学院法学研究科、1991年7月、243-269頁、ISSN 04384997、NAID 40003193605。
- 松本和彦「基本権の保障と論証作法(1)――ドイツ連邦憲法裁判所の国勢調査判決を素材にして」『阪大法学』第175号、大阪大学、1995年6月、53-80頁、ISSN 04384997、NAID 40003193519。
- 松本和彦「基本権の保障と論証作法(2)――ドイツ連邦憲法裁判所の国勢調査判決を素材にして」『阪大法学』第176号、大阪大学、1995年8月、339-360頁、ISSN 04384997、NAID 110000311203。
- 松本和彦「基本権の保障と論証作法(3)――ドイツ連邦憲法裁判所の国勢調査判決を素材にして」『阪大法学』第179号、大阪大学、1995年12月、791-823頁、ISSN 04384997、NAID 110000311219。
- 松本和彦「基本権の保障と論証作法(4・完)――ドイツ連邦憲法裁判所の国勢調査判決を素材にして」『阪大法学』第180号、大阪大学、1996年2月、981-1017頁、ISSN 04384997、NAID 110000311226。
- エルンスト ヴォルフガング ベッケンフェルデ、松本和彦「国民の憲法制定権力――憲法の限界概念」『大阪学院大学法学研究』第23巻第2号、大阪学院大学法学会、1997年3月、189-214頁、ISSN 03855635、NAID 40004132898。

## 所属学会
- 環境法政策学会
- 関西憲法判例研究会
- ドイツ憲法判例研究会
- 日本公法学会